# 万宝瑞
万宝瑞（1940年—），辽宁海城人。中华人民共和国政治人物。
早年毕业于沈阳农学院农业经济系。后历任中国农业科学院农业经济研究所副所长，1993年，升任农业部副部长。2003年，第十届全国人大农业与农村委员会副主任委员。